# Cei trei muschetari (film din 2005)
Cei trei muschetari (D'Artagnan et les trois mousquetaires) este un film de aventuri francez produs în 2005 în regia lui Pierre Aknine. El este transpunerea pe ecran a romanilui Cei trei muschetari al lui Alexandre Dumas.